# ياغو بيكاتشو
ياغو بيكاتشو (بالبرتغالية: Yago Pikachu) هو لاعب كرة قدم برازيلي في مركزي الوسط، ولد في 5 يونيو 1992 في بليم في البرازيل. لعب مع نادي فاسكو دا غاما.

## وصلات خارجية
- ياغو بيكاتشو على موقع رابطة كرة القدم اليابانية للمحترفين (اليابانية)
- ياغو بيكاتشو على موقع إي إس بي إن إف سي (الإنجليزية)
- ياغو بيكاتشو على موقع قاعدة بيانات كرة القدم.إي يو (الإنجليزية)
- ياغو بيكاتشو على موقع ليكيب (الفرنسية)
- ياغو بيكاتشو على موقع Soccerbase.com (لاعب) (الإنجليزية)
- ياغو بيكاتشو على موقع Soccerway.com (الإنجليزية)
- ياغو بيكاتشو على موقع عالم كرة القدم.نت (الإنجليزية)
- ياغو بيكاتشو على موقع AS.com (الإسبانية)